# Letectvo Korejské lidové armády
Letectvo Korejské lidové armády (korejsky조선인민군 공군, hanča: 朝鮮人民軍 空軍, anglicky Korean People's Army Air Force) je název pro vzdušné síly Severokorejské lidově demokratické republiky. Je druhou největší složkou Korejské lidové armády, přičemž v jeho řadách slouží přibližně 110 000 příslušníků. K výzbroji tohoto letectva patří přibližně 1600–1700 letadel různého typu, obvykle sovětské a čínské provenience, a jejich hlavním úkolem je obrana severokorejského vzdušného prostoru. Ke vzniku a vyčlenění letectva do samostatné subjektu došlo dne 20. srpna 1947 a od té doby je tento den v Severní Koreji slaven jako „Den vzniku letectva“.
Do výzbroje letectva patří např. letouny Suchoj Su-7, Nanchang Q-5, Suchoj Su-25, Harbin H-5, Chengdu J-7, Shenyang J-5, Shenyang J-6, MiG-21, MiG-23, MiG-29, Antonov An-24, bezpilotní letoun Antonov An-24, Aero L-39 Albatros, MiG-15, Nanchang CJ-6, Iljušin Il-76, Antonov An-24 a Antonov An-2. Většina strojů nacházejících se ve výzbroji je technicky a morálně zastaralá a nedisponuje elektronickým vybavením srovnatelným s moderními letadly.

## Letadla

### Současná výbava

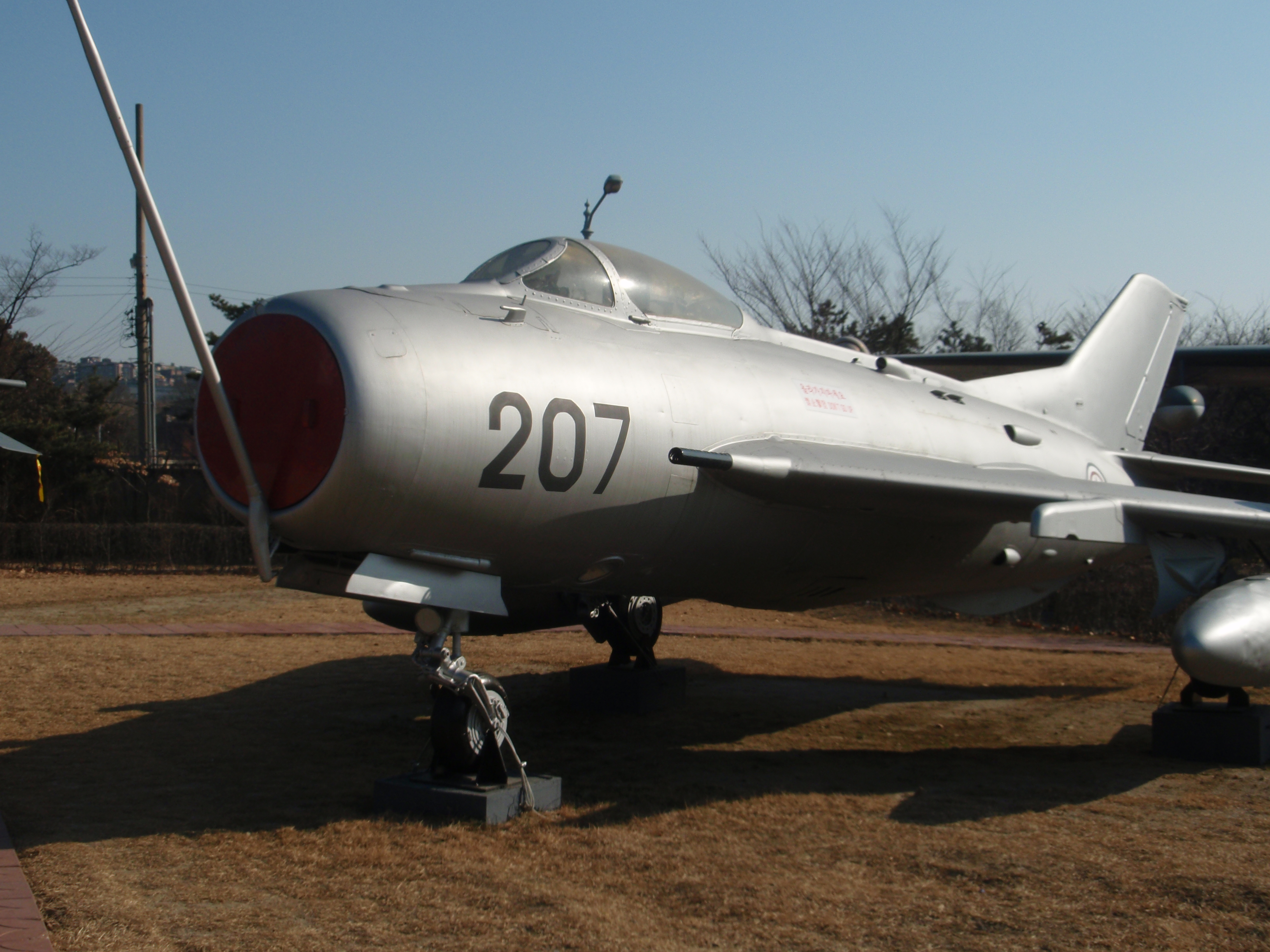
Severokorejský Shenyang J-6

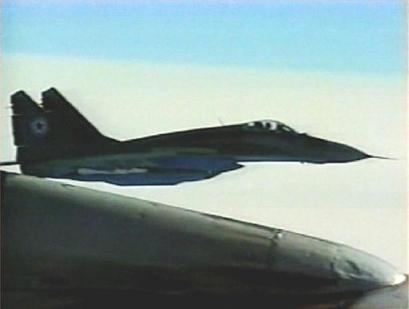
Severokorejský MiG-29S, 2003

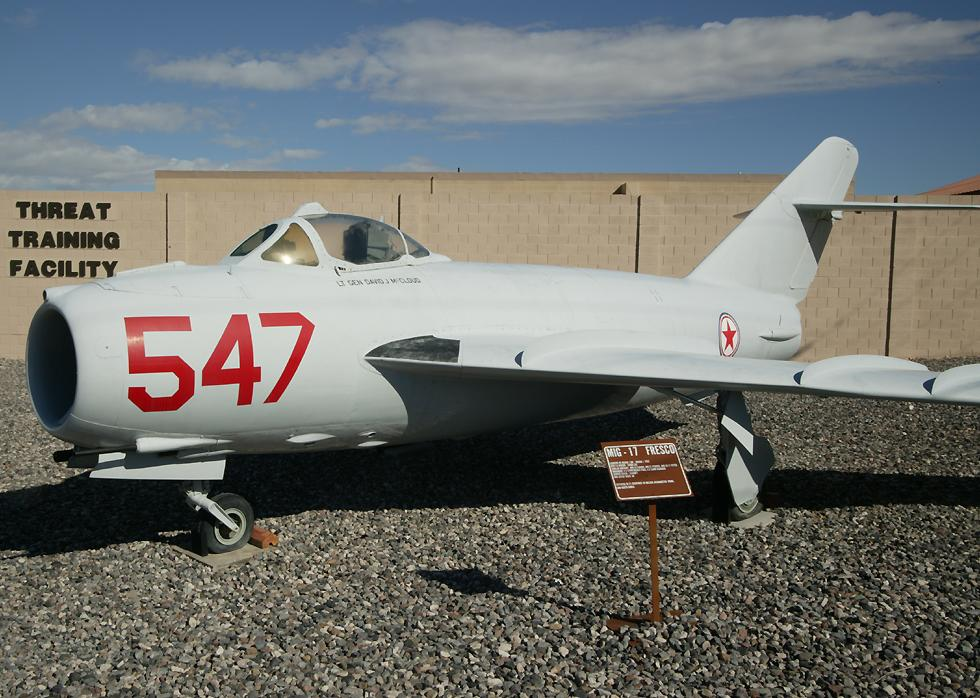
Dřívější indonéský Lim-5 v USA se severokorejskými znaky

| Letoun              | Původ          | Typ                       | Varianta       | Služba         | Poznámky                                             |                |
| Bojová letadla      | Bojová letadla | Bojová letadla            | Bojová letadla | Bojová letadla | Bojová letadla                                       | Bojová letadla |
| ------------------- | -------------- | ------------------------- | -------------- | -------------- | ---------------------------------------------------- | -------------- |
| MiG-21              | Sovětský svaz  | stíhací letoun            |                | 26             |                                                      |                |
| MiG-23              | Sovětský svaz  | stíhací bombardér         |                | 56             |                                                      |                |
| MiG-29              | Rusko          | víceúčelový bojový letoun |                | 35             |                                                      |                |
| Suchoj Su-7         | Sovětský svaz  | stíhací bombardér         |                | 18             |                                                      |                |
| Suchoj Su-25        | Rusko          | útočný                    |                | 34             |                                                      |                |
| Iljušin Il-28       | Sovětský svaz  | střední bombardér         | H-5            | 80             | V Číně vyráběná verze H-5                            |                |
| Shenyang F-5        | ČLR            | stíhací letoun            |                | 106            | odvozenina MiGu-17                                   |                |
| Shenyang J-6        | ČLR            | stíhací letoun            | F-6            | 97             | licenční MiG-19                                      |                |
| Chengdu J-7         | ČLR            | stíhací letoun            | F-7            | 120            | čínská kopie MiGu-21                                 |                |
| Transportní letouny |                |                           |                |                |                                                      |                |
| An-24               | Ukrajina       | těžký transportní         |                | 1              |                                                      |                |
| Vrtulníky           |                |                           |                |                |                                                      |                |
| MD 500              | USA            | lehký víceúčelový         |                | 84             | stroje ilegálně získány obcházením vývozních kontrol |                |
| PZL Mi-2            | Polsko         | víceúčelový               |                | 46             |                                                      |                |
| Mil Mi-8            | Sovětský svaz  | víceúčelový               |                | 40             |                                                      |                |
| Mil Mi-14           | Sovětský svaz  | Útočný / záchranný        |                | 8              |                                                      |                |
| Mil Mi-24           | Rusko          | útočný                    |                | 20             |                                                      |                |
| Mil Mi-26           | Rusko          | transportní               |                | 4              |                                                      |                |
| Cvičná letadla      |                |                           |                |                |                                                      |                |
| Shenyang F-5        | ČLR            | cvičný letoun             | FT-5           | 135            |                                                      |                |
| Shenyang FT-2       | ČLR            | cvičný letoun             |                | 30             | V Číně vyráběný MiG-15UTI                            |                |

### Výzbroj

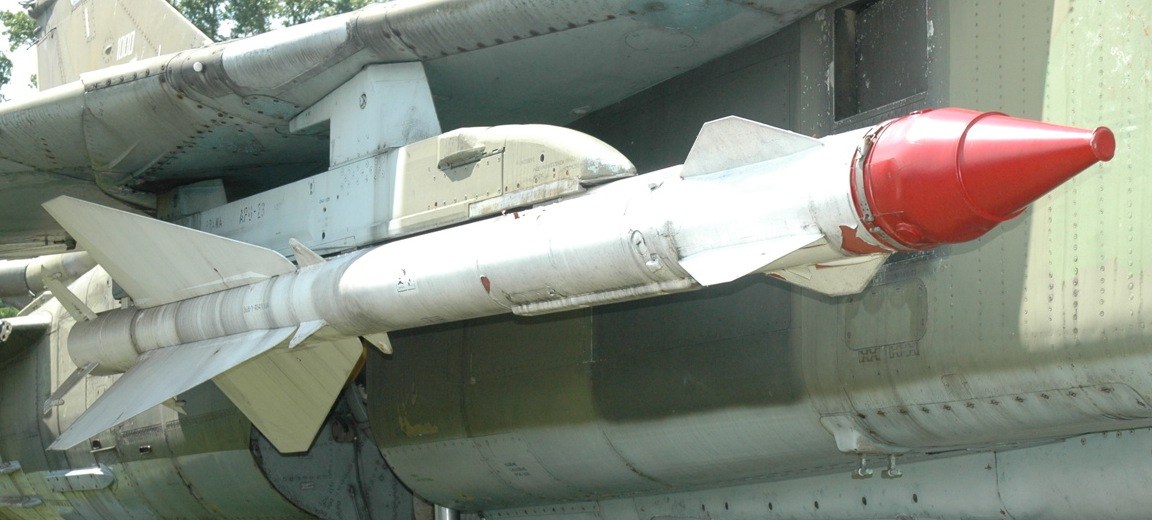
Podobné střely R-23 má KLDR ve výzbroji

| AA-10 | Rusko         | střela vzduch-vzduch | 60 střel středního doletu |
| AA-11 | Rusko         | střela vzduch-vzduch |                           |
| AA-8  | Sovětský svaz | střela vzduch-vzduch | 190 střel                 |
| AA-2  | Sovětský svaz | střela vzduch-vzduch | 1050 střel                |
| AA-7  | Sovětský svaz | střela vzduch-vzduch | 250 střel                 |

### Vybavení
| Název               | Původ              | Typ                | Služba             | Poznámky                               |                    |                    |
| Střely země-vzduch  | Střely země-vzduch | Střely země-vzduch | Střely země-vzduch | Střely země-vzduch                     | Střely země-vzduch | Střely země-vzduch |
| ------------------- | ------------------ | ------------------ | ------------------ | -------------------------------------- | ------------------ | ------------------ |
| S-200               | Sovětský svaz      | Střely země-vzduch | ~75 střel          |                                        |                    |                    |
| S-125 Něva/Pečora   | Rusko              | Střela země-vzduch | ~300 střel         |                                        |                    |                    |
| S-75 Dvina          | Sovětský svaz      | Střela země-vzduch | ~1950 střel        |                                        |                    |                    |
| SA-7                | Rusko              | MANPADS            | ~2000 ks           |                                        |                    |                    |
| Protivzdušná obrana |                    |                    |                    |                                        |                    |                    |
| ZSU-57-2            | Sovětský svaz      | samohybný systém   | ~250               | Pásový samohybný protiletadlový systém |                    |                    |
| ZSU-23-4            | Sovětský svaz      | samohybný systém   | ~250               | Pásový samohybný protiletadlový systém |                    |                    |